# Malacosteus
Los peces-demonio del género Malacosteus son peces marinos de la familia estómidos, distribuidos por las aguas profundas abisales de todos los océanos.
Tienen tamaño mediano, con una longitud máxima descrita entre 20 y 25 cm.
Solo se han capturado unos pocos ejemplares, pero parece ser que son especies mesopelágicas o batipelágicas que viven cerca del fondo marino y no llevan a cabo migraciones verticales, donde son depredadores de crustáceos y peces de gran tamaño.

## Especies
Existen dos especies válidas en este género:
- Malacosteus australis (Kenaley, 2007)
- Malacosteus niger (Ayres, 1848)